# Neurospora tetrasperma
Neurospora tetrasperma är en svampart som beskrevs av Shear & B.O. Dodge 1927. Neurospora tetrasperma ingår i släktet Neurospora och familjen Sordariaceae.   Inga underarter finns listade i Catalogue of Life.